# Andrea Villarreal

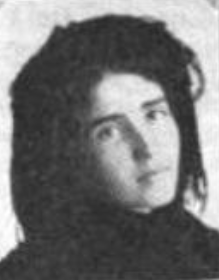
Andrea Villarreal omstreeks 1909

María Andrea Villarreal González (Lampazos (Nuevo León), 20 januari 1881 - Monterrey, 19 januari 1963) was een Mexicaans revolutionair en feministe.
Villarreal sloot zich aan bij de Mexicaanse Liberale Partij (PLM) van haar broer Antonio Villarreal in het verzet tegen de dictator Porfirio Díaz. Om politieke vervolging te ontkomen moest zij vluchten naar de Verenigde Staten, van waaruit ze kranten en tijdschriften publiceerde waarin ze haar steun uitsprak voor de Mexicaanse Revolutie en het feminisme, waaronder La Mujer Moderna (1915-1919).